# Palazzo al Canto di Sant'Anna
Il Palazzo al Canto di Sant'Anna è un edificio di Firenze, composto da due corpi di fabbrica, con una facciata su via de' Pepi 67 e una su via Fiesolana 32.

## Storia e descrizione
Si tratta di un grande palazzo che su via Fiesolana mostra sette assi per tre piani, con il portone centrale sormontato da un balcone, frutto di una ristrutturazione tardo ottocentesca operata su un blocco di case preesistenti. Su via de' Pepi la facciata è organizzata per nove assi su quattro piani, con quello terreno di grande elevazione, segnato al centro da un bel portone incorniciato da bugne in pietra, soprelevato dal piano stradale con tre gradini e difeso da due paracarri, a denotare un pregio oggi ben poco percepibile per il pessimo stato della facciata.
L'edificio è segnalato da Gabriella Orefice come esempio, nell'ambito del quartiere di Santa Croce, di «...una riuscita operazione di trasformazione degli antichi fatiscenti caseggiati in un dignitoso edificio a destinazione borghese, con caratteristiche innovative rispetto alle ricorrenti tipologie fiorentine, in particolare se si considerano lo stretto e profondo cortile, in asse con il portale di ingresso, lungo il quale si sviluppano lunghe balconate sorrette da mensole». Lo stesso fabbricato è ricordato anche nello stradario di Bargellini e Guarnieri per il cortile prima segnalato, chiamato "chiostrino" con pitture di soggetto religioso. In realtà le pitture si trovano nell'androne sul lato di via Fiesolana e, legate a un gusto tardo-cinquecentesco, con scene della Genesi tra grottesche. Nel riquadro centrale si vede una rappresentazione della Fede, e in quelli laterali la Creazione di Eva e il Ritiro delle acque del diluvio universale. Tali soggetti farebbero pensare alla presenza in antico di un istituto religioso, magari dedicato a sant'Anna, di cui esisteva un tabernacolo poco lontano, che dà il nome al vicino Canto di Sant'Anna.

## Altre immagini del Palazzo

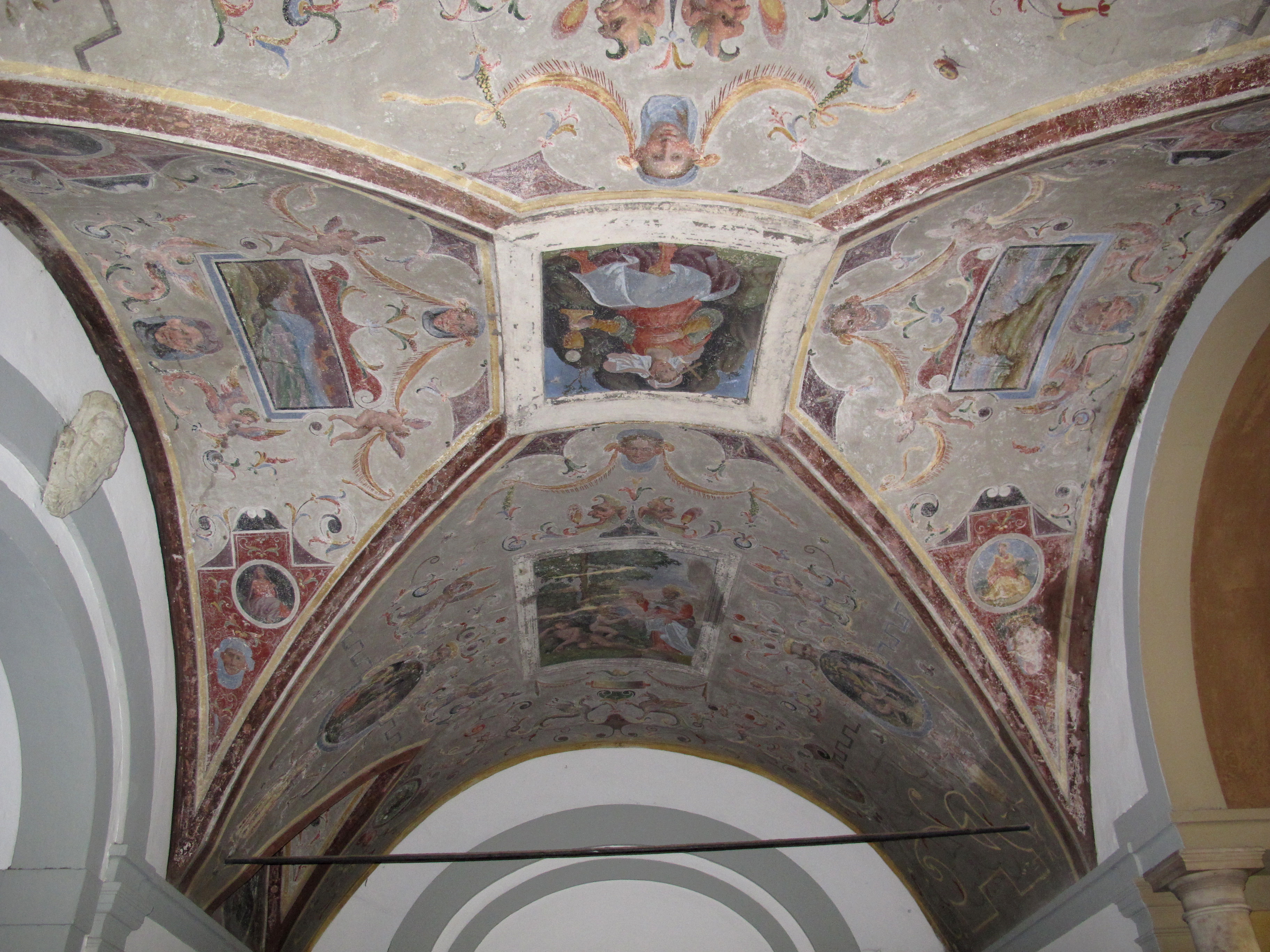
Affreschi
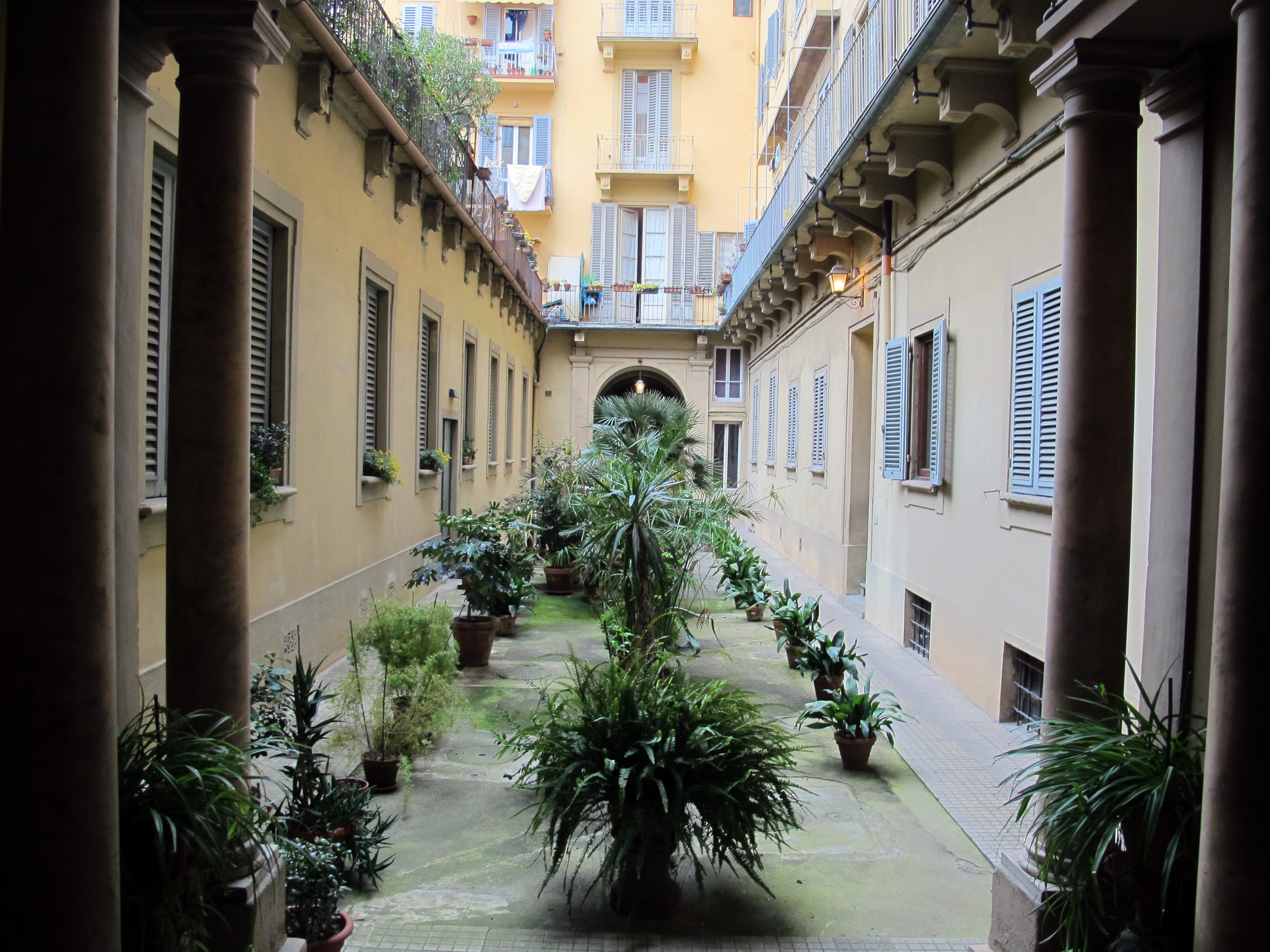
Il cortile del palazzo
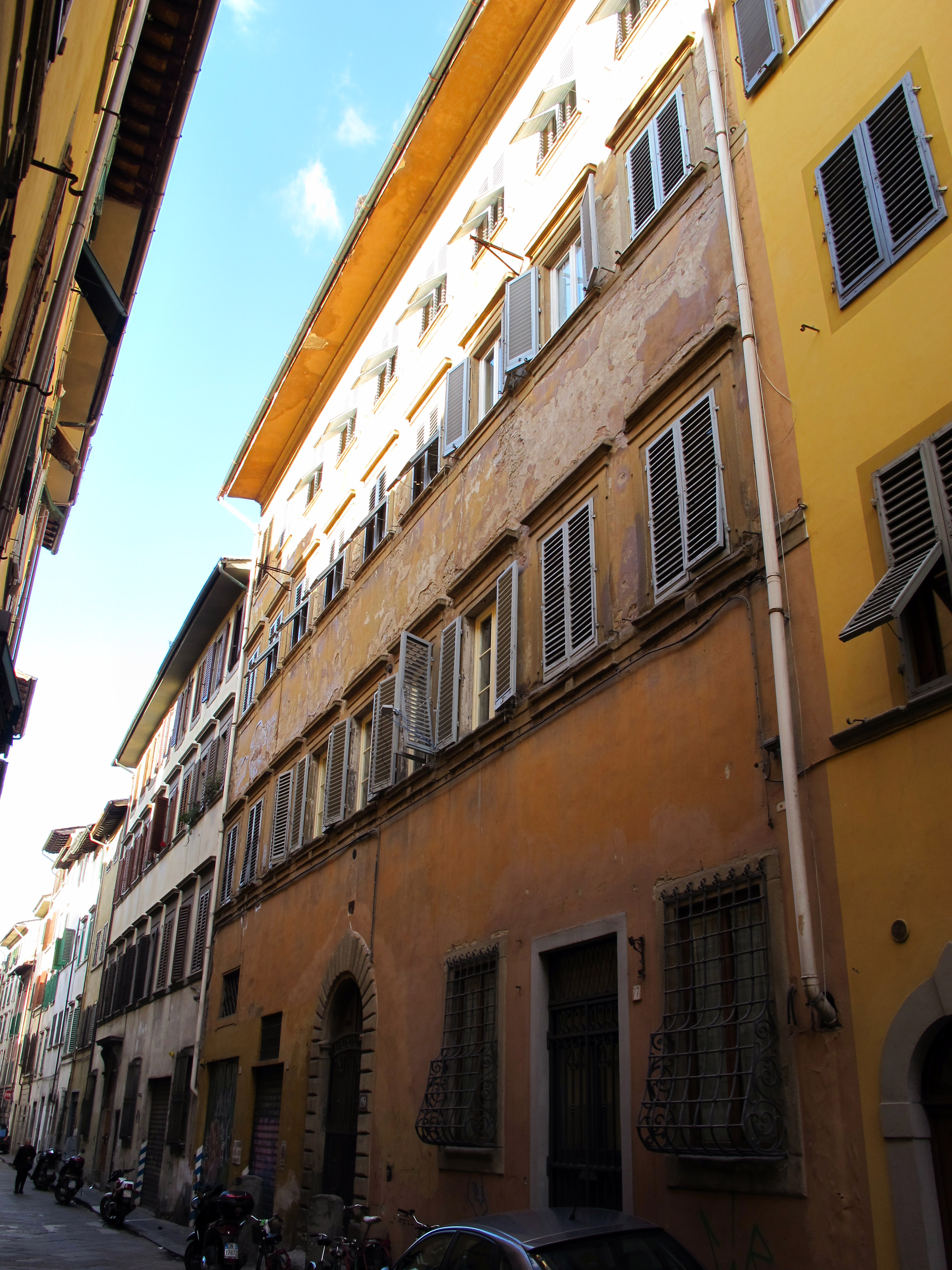
Facciata su via de' Pepi
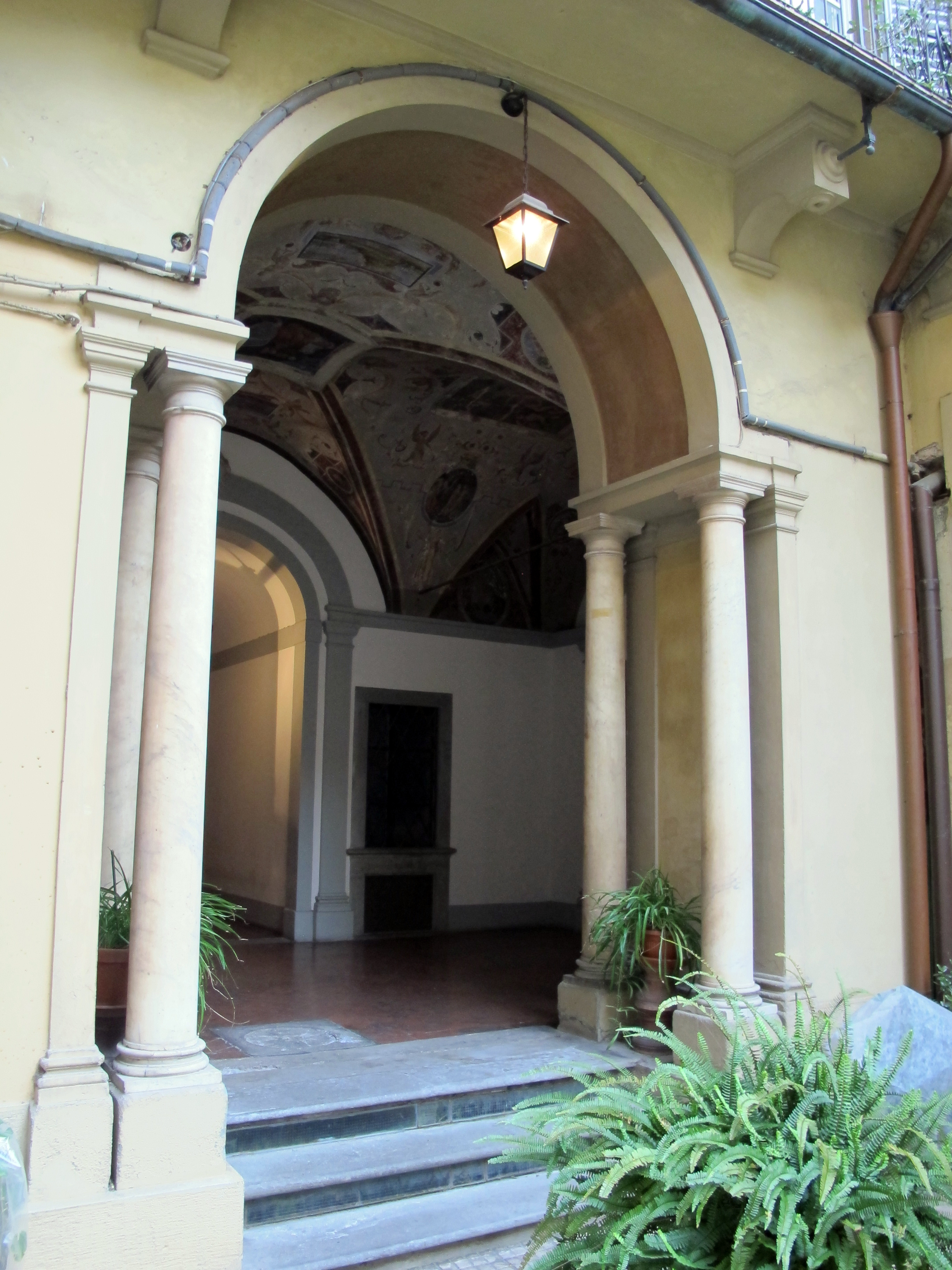
Androne